# Луций Валерий Катулл Мессалин
Лу́ций Вале́рий Кату́лл Мессали́н (лат. Lucius Valerius Catullus Messallinus; умер между 86 и 96 годом, Рим, Римская империя) — римский политический деятель из плебейского рода Валериев Катуллов, ординарный консул в 73 году и консул-суффект в 85 году. Согласно Плинию Младшему, являлся известным доносчиком своего времени.

## Биография

### Происхождение
Родиной Мессалина, по всей видимости, была Верона, расположенная в Цизальпийской Галлии. Он происходил из семьи брата поэта Гая Валерия Катулла; его прадедом мог быть один из четырёх последних монетариев Римской империи, чьё имя зафиксировано на выпущенных им, согласно Г. Маттингли, в 4 году до н. э. монетах.
Отцом же Катулла Мессалина, согласно гипотезе британского исследователя Олли Саломиса, мог являться член коллегии понтификов, имя которого встречается в одной надписи, обнаруженной в Ланувие, и упомянутого Светонием «юноши из консульского рода», состоявшим в любовной связи с императором Калигулой.

### Гражданско-политическая карьера
В 73 году, в эпоху правления императора Веспасиана, Мессалин занимал должность ординарного консула совместно с Домицианом. В 85 году он находился на посту консула-суффекта. После этого Мессалин был проконсулом провинции Африка. Он был одним из советников императора Домициана. Кроме того, Мессалина боялись как известного доносчика своего времени. К концу жизни он ослеп, что сделало его более жестоким. Мессалин скончался ещё до окончания правления Домициана.